# Stygnomma belizense
Espèce
Stygnomma belizense est une espèce d'opilions laniatores de la famille des Stygnommatidae.

## Distribution
Cette espèce est endémique du Belize. Elle se rencontre vers Rio Frio et Belmopan.

## Description
Le mâle holotype mesure 2,5 mm et la femelle paratype 2,7 mm.

## Systématique et taxinomie
Cette espèce a été décrite par Goodnight et Goodnight en 1977.

## Étymologie
Son nom d'espèce, composé de beliz[e] et du suffixe latin -ense, « qui vit dans, qui habite », lui a été donné en référence au lieu de sa découverte, le Belize.

## Publication originale
- (en) Goodnight et Goodnight, « Laniatores (Opiliones) of the Yucatán Peninsula and Belize (British Honduras) », Bulletin of the Association for Mexican Cave Studies, vol. 6,‎ 1977, p. 139-166